# Српски југ (часопис, 2004)
Српски југ је часопис за књижевност, уметност и културу који је 2004. године, на иницијативу Министарства културе Србије и групе књижевника, покренула ИГП „Просвета“ у Нишу. 
Часопис је излазио до краја 2006. године, до приватизације „Просвете“. Главни уредник био је књижевник Радосав Стојановић. Часопис је објављивао савремену књижевну продукцију. У шест свезака донео је, између осталог, и темат Српска драматургија, објавивши драматизације дела познатих српских књижевника Стевана Сремца („Зона Замфирова“ и „Ивкова слава“), те драматизацију романа Боре Станковића „Нечиста крв“, романа „Аризани“ Ивана Ивановића и „Власници бивше среће“ Данила Николића. Један број је био посвећен писцу из Димитровграда Детку Петрову, који је до своје смрти живео и радио у Сарајеву, један топличком прозном и драмском писцу Новици Савићу, који је живео у Београду, и последњи - професору, историчару књижевности и књижевнику Миодрагу Поповићу. 
Његово даље излажење Савет за културно стваралаштво града Ниша, са председником Сашом Хаџи Tанчићем 2007. није подржао, док је "Просвета" у међувремену приватизована, а убрзо и угасила своју издавачку делатност. 
- „Српски југ, број 1” (PDF). Радосав Стојановић. Архивирано из оригинала (PDF) 16. 5. 2011. г.

- „Српски југ, број 2” (PDF). Радосав Стојановић. Архивирано из оригинала (PDF) 16. 5. 2011. г.

- „Српски југ, број 3” (PDF). Радосав Стојановић. Архивирано из оригинала (PDF) 16. 5. 2011. г.

- „Српски југ, број 4” (PDF). Радосав Стојановић. Архивирано из оригинала (PDF) 16. 5. 2011. г.

- „Српски југ, број 5” (PDF). Радосав Стојановић. Архивирано из оригинала (PDF) 16. 5. 2011. г.

- „Српски југ, број 6” (PDF). Радосав Стојановић. Архивирано из оригинала (PDF) 16. 5. 2011. г.